# Remo nos Jogos Olímpicos de Verão de 2024 - Dois sem masculino
A competição do dois sem masculino do remo nos Jogos Olímpicos de Verão de 2024 ocorreu entre 28 de julho e 2 de agosto de 2024 no Estádio Náutico de Vaires-sur-Marne, na Ilha de França. Um total de 26 remadores de 13 Comitês Olímpicos Nacionais (CON) participaram do evento.

## Qualificação
Cada CON poderia classificar um único barco (dois remadores) no dois sem masculino. Um total de 13 vagas estavam disponíveis.
- 11 pelo Campeonato Mundial de Remo de 2023;
- 2 pela regata final de qualificação olímpica.

## Formato
No "dois sem" cada barco é impulsionado por dois remadores. Por serem barcos de pontas, cada remador tem remos em apenas um lado; isso contrasta com os barcos parelhos em que cada remador usa dois remos, um de cada lado do barco. A competição consiste em rodadas e usa o formato de três fases. As finais são realizadas para determinar a colocação de cada barco (na final A são definidos os medalhistas). O percurso usa a distância de 2000 metros que se tornou o padrão olímpico em 1912.

## Calendário
Horário local (UTC+2)
| Dia         | Horário | Fase          |
| ----------- | ------- | ------------- |
| 28 de julho | 10:30   | Eliminatórias |
| 29 de julho | 10:30   | Repescagem    |
| 31 de julho | 10:54   | Semifinais    |
| 2 de agosto | 10:42   | Final B       |
| 2 de agosto | 11:30   | Final A       |

## Medalhistas
| Ouro   | CRO Martin Sinković e Valent Sinković     |
| Prata  | GBR Oliver Wynne-Griffith e Thomas George |
| Bronze | SUI Roman Röösli e Andrin Gulich          |

## Resultados

### Eliminatórias

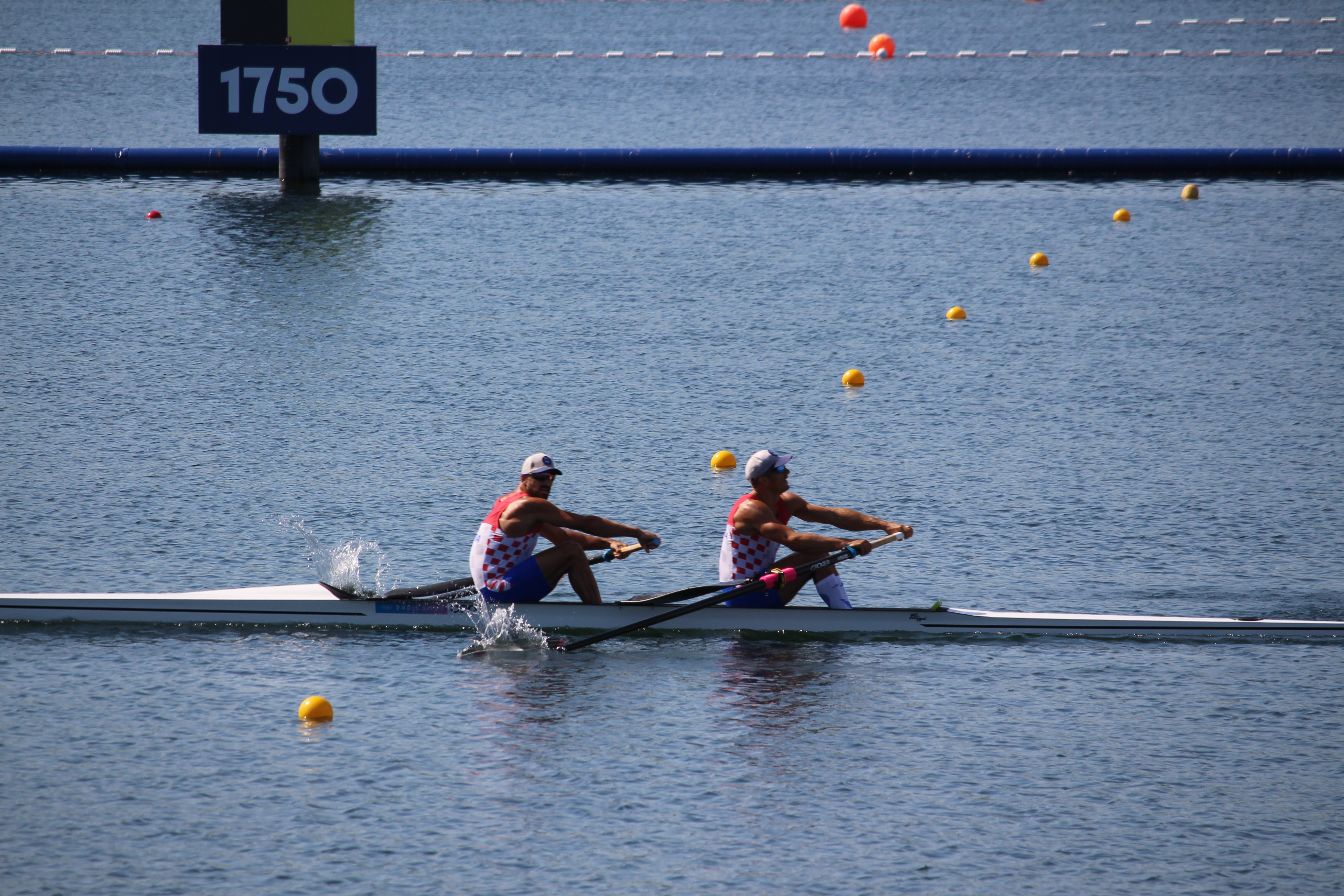
Martin e Valent Sinković durante a segunda bateria das eliminatórias

Os três primeiros de cada bateria se classificam para as semifinais, enquanto os restantes disputam a repescagem.
Eliminatória 1
| Pos. | Raia | Remadores                     | CON                | Tempo   | Notas |
| ---- | ---- | ----------------------------- | ------------------ | ------- | ----- |
| 1    | 1    | Jaime Canalejo Javier García  | ESP Espanha        | 6:32.28 | Q     |
| 2    | 5    | Dan Williamson Phillip Wilson | NZL Nova Zelândia  | 6:32.44 | Q     |
| 3    | 2    | Ross Corrigan Nathan Timoney  | IRL Irlanda        | 6:32.69 | Q     |
| 4    | 3    | Roman Röösli Andrin Gulich    | SUI Suíça          | 6:32.71 | R     |
| 5    | 4    | Billy Bender Oliver Bub       | USA Estados Unidos | 7:02.62 | R     |

Eliminatória 2
| Pos. | Raia | Remadores                            | CON          | Tempo   | Notas |
| ---- | ---- | ------------------------------------ | ------------ | ------- | ----- |
| 1    | 4    | Martin Sinković Valent Sinković      | CRO Croácia  | 6:35.28 | Q     |
| 2    | 2    | Florin Arteni Florin Lehaci          | ROU Romênia  | 6:40.29 | Q     |
| 3    | 1    | Dovydas Stankūnas Domantas Stankūnas | LTU Lituânia | 6:44.59 | Q     |
| 4    | 3    | Davide Comini Giovanni Codato        | ITA Itália   | 6:50.25 | R     |

Eliminatória 3
| Pos. | Raia | Remadores                           | CON               | Tempo   | Notas |
| ---- | ---- | ----------------------------------- | ----------------- | ------- | ----- |
| 1    | 2    | Oliver Wynne-Griffith Thomas George | GBR Grã-Bretanha  | 6:33.88 | Q     |
| 2    | 4    | John Smith Christopher Baxter       | RSA África do Sul | 6:36.71 | Q     |
| 3    | 3    | Julius Christ Soenke Kruse          | GER Alemanha      | 6:38.86 | Q     |
| 4    | 1    | Patrick Holt Simon Keenan           | AUS Austrália     | 6:49.79 | R     |

### Repescagem
Os três primeiros se classificam para as semifinais; os quarto colocados foram eliminados.
| Pos. | Raia | Remadores                     | CON                | Tempo   | Notas |
| ---- | ---- | ----------------------------- | ------------------ | ------- | ----- |
| 1    | 3    | Roman Röösli Andrin Gulich    | SUI Suíça          | 6:47.38 | Q     |
| 2    | 4    | Davide Comini Giovanni Codato | ITA Itália         | 6:50.31 | Q     |
| 3    | 1    | Billy Bender Oliver Bub       | USA Estados Unidos | 6:51.32 | Q     |
| 4    | 2    | Patrick Holt Simon Keenan     | AUS Austrália      | 6:53.40 |       |

### Semifinais
Os três primeiros de cada bateria qualificam-se para a Final A, enquanto os restantes vão para a Final B (fora da chance por medalhas).
Semifinal A/B 1
| Pos. | Raia | Remadores                            | CON                | Tempo   | Notas |
| ---- | ---- | ------------------------------------ | ------------------ | ------- | ----- |
| 1    | 3    | Martin Sinković Valent Sinković      | CRO Croácia        | 6:29.98 | FA    |
| 2    | 6    | Roman Röösli Andrin Gulich           | SUI Suíça          | 6:32.18 | FA    |
| 3    | 4    | Jaime Canalejo Javier García         | ESP Espanha        | 6:36.30 | FA    |
| 4    | 5    | John Smith Christopher Baxter        | RSA África do Sul  | 6:40.35 | FB    |
| 5    | 2    | Dovydas Stankūnas Domantas Stankūnas | LTU Lituânia       | 6:43.60 | FB    |
| 6    | 1    | Billy Bender Oliver Bub              | USA Estados Unidos | 6:46.11 | FB    |

Semifinal A/B 2
| Pos. | Raia | Remadores                           | CON               | Tempo   | Notas |
| ---- | ---- | ----------------------------------- | ----------------- | ------- | ----- |
| 1    | 2    | Florin Arteni Florin Lehaci         | ROU Romênia       | 6:29.86 | FA    |
| 2    | 3    | Oliver Wynne-Griffith Thomas George | GBR Grã-Bretanha  | 6:31.56 | FA    |
| 3    | 5    | Ross Corrigan Nathan Timoney        | IRL Irlanda       | 6:32.22 | FA    |
| 4    | 4    | Dan Williamson Phillip Wilson       | NZL Nova Zelândia | 6:32.77 | FB    |
| 5    | 6    | Davide Comini Giovanni Codato       | ITA Itália        | 6:45.86 | FB    |
| 6    | 1    | Julius Christ Soenke Kruse          | GER Alemanha      | 6:47.13 | FB    |

### Finais
As regatas finais definem as posições de todos os remadores. Na Final A são decididos os medalhistas.
Final B
| Pos. | Raia | Remadores                            | CON                | Tempo   |
| ---- | ---- | ------------------------------------ | ------------------ | ------- |
| 7    | 3    | Dan Williamson Phillip Wilson        | NZL Nova Zelândia  | 6:24.55 |
| 8    | 5    | Dovydas Stankūnas Domantas Stankūnas | LTU Lituânia       | 6:25.94 |
| 9    | 4    | John Smith Christopher Baxter        | RSA África do Sul  | 6:27.11 |
| 10   | 6    | Billy Bender Oliver Bub              | USA Estados Unidos | 6:28.57 |
| 11   | 1    | Julius Christ Soenke Kruse           | GER Alemanha       | 6:28.61 |
| 12   | 2    | Davide Comini Giovanni Codato        | ITA Itália         | 6:28.62 |

Final A
| Pos.              | Raia | Remadores                           | CON              | Tempo   |
| ----------------- | ---- | ----------------------------------- | ---------------- | ------- |
| Medalha de ouro   | 3    | Martin Sinković Valent Sinković     | CRO Croácia      | 6:23.66 |
| Medalha de prata  | 5    | Oliver Wynne-Griffith Thomas George | GBR Grã-Bretanha | 6:24.11 |
| Medalha de bronze | 2    | Roman Röösli Andrin Gulich          | SUI Suíça        | 6:24.76 |
| 4                 | 1    | Florin Arteni Florin Lehaci         | ROU Romênia      | 6:25.61 |
| 5                 | 4    | Jaime Canalejo Javier García        | ESP Espanha      | 6:29.60 |
| 6                 | 6    | Ross Corrigan Nathan Timoney        | IRL Irlanda      | 6:30.49 |